# Llista d'obres de Picasso 1889–1900
Llista no raonada d'obres de Pablo Picasso realitzades entre 1889 i 1900.
La llista és incompleta. Si us plau, ajudeu ampliant-la.

## 1890
| Obra                           | Data      | Tipus              | Mides          | Propietari         | Referència |
| ------------------------------ | --------- | ------------------ | -------------- | ------------------ | ---------- |
| Le picador                     | 1889-1890 | Oli sobre fusta    | 24 × 19 cm     | The Picasso Estate |            |
| Pigeons                        | 1890      | llapis sobre paper | 11 × 22 cm     | Museu Picasso      |            |
| Course de taureaux et colombes | 1890-1892 | llapis sobre paper | 13.5 × 20.2 cm | Museu Picasso      |            |
| Hercule et sa matraque         | 1890      |                    |                |                    |            |

## 1896
| Obra                                         | Data | Tipus                | Mides          | Propietari          | Referència |
| -------------------------------------------- | ---- | -------------------- | -------------- | ------------------- | ---------- |
| L'enfant de chœur                            | 1896 | Oil on canvas        | 76 × 50 cm     | Museu de Montserrat |            |
| Portrait de la mère de l'artiste             | 1896 | Pastel on paper      | 49.8 × 39 cm   | Museu Picasso       |            |
| Autoportrait aux cheveux courts              | 1896 | Oli sobre tela       | 46.5 × 31.5 cm | Museu Picasso       |            |
| Tête de fille                                | 1896 | Oli sobre tela       | 29.8 × 26.1 cm | Museu Picasso       |            |
| Autoportrait mal coiffé                      | 1896 |                      |                |                     |            |
| Portrait du père de l'artiste                | 1896 | Oli sobre tela       | 42.3 × 30.8 cm | Museu Picasso       |            |
| Tête d'un homme barbu (La Llotja)            | 1896 | Oli sobre tela       | 28.5 × 36 cm   | Col·lecció privada  |            |
| Portrait de la tante Pepa                    | 1896 | Oli sobre tela       | 57.5 × 50.5 cm | Museu Picasso       |            |
| Scène biblique                               | 1896 | Oli sobre tela       | 35.5 × 52 cm   | Museu Picasso       |            |
| Autoportrait en gentilhomme du XVIIIe siècle | 1896 | Oli sobre tela       | 55.8 × 46 cm   | Museu Picasso       |            |
| Nu [Étude]                                   | 1896 | llapis sobre paper   | 62 × 42.7 cm   | Museu Picasso       |            |
| Courses de taureaux                          | 1896 | Oli sobre tela       | 13.7 × 22.1 cm | Museu Picasso       |            |
| Courses de taureaux                          | 1896 | Pen and ink on paper | 14.6 × 22.3 cm | Musée Picasso       |            |

## 1898
| Name of Work                         | Date | Type                                      | Size           | Owner                | Referència |
| ------------------------------------ | ---- | ----------------------------------------- | -------------- | -------------------- | ---------- |
| Fille bohémienne devant La Musciera  | 1898 | Pastel on paper                           | 44.5 × 59.7 cm | Col·lecció privada   |            |
| Fille assise                         | 1898 |                                           |                |                      |            |
| Portrait de Lola                     | 1898 | llapis sobre paper                        | 32.2 × 24.7 cm | Museu Picasso        |            |
| Femme à la guitare                   | 1898 |                                           |                |                      |            |
| Garçon bohémien nu                   | 1898 | Oil on canvas                             | 49.7 × 32 cm   |                      |            |
| L'aumône                             | 1898 |                                           |                |                      |            |
| Portrait de Carmen                   | 1898 | llapis sobre paper                        | 48 × 31.5 cm   | Museu Picasso        |            |
| Autoportrait                         | 1898 | llapis sobre paper                        | 17.5 × 10.5 cm | Museu Picasso        |            |
| Le charnier                          | 1898 | llapis, sanguina i aquarel·la sobre paper | 10.5 × 17.5 cm | Museu Picasso        |            |
| Homme lisant                         | 1898 | llapis i aquarel·la sobre paper           | 17.5 × 10.5 cm | Museu Picasso        |            |
| Portrait de Pepe-Illo                | 1898 | llapis sobre paper                        | 17.5 × 10.5 cm | Museu Picasso        |            |
| Saeta et son maître                  | 1898 | llapis i aquarel·la sobre paper           | 17.5 × 10.5 cm | Museu Picasso        |            |
| Au bord du lit                       | 1898 | llapis sobre paper                        | 18.5 × 13 cm   | Museu Picasso        |            |
| Trois roses                          | 1898 |                                           |                |                      |            |
| Carter                               | 1898 |                                           |                |                      |            |
| Tête de cheval                       | 1898 |                                           |                |                      |            |
| Cheval                               | 1898 | llapis                                    | 25 × 28 cm     | The Picasso Estate   |            |
| Cheval Attele                        | 1898 | aquarel·la sobre paper                    | 24.4 × 27.9 cm | Richard Gray Gallery |            |
| Lola de profil                       | 1898 | llapis sobre paper                        |                | Col·lecció privada   |            |
| Maisons de Horta d'Ebre              | 1898 | llapis sobre paper                        | 16 × 20 cm     | Museu Picasso        |            |
| Maisons de Horta d'Ebre              | 1898 | Oli sobre tela                            | 27 × 39 cm     | Private Collection   |            |
| Maison dans un champ de blé          | 1898 | Oli sobre tela                            | 33 × 44 cm     | Museu Picasso        |            |
| Paysage de Horta d'Ebre              | 1898 |                                           |                |                      |            |
| Hermitage de Saint Antoine du Tossai | 1898 |                                           |                |                      |            |
| Mulet                                | 1898 | Oli sobre tela                            | 27.7 × 36.4 cm | Museu Picasso        |            |
| Chèvres sauvages                     | 1898 | llapis sobre paper                        | 16.1 × 24.8 cm | Museu Picasso        |            |
| La caverne                           | 1898 | Oil on wood                               | 12.8 × 18.1 cm | Museu Picasso        |            |
| Chèvres                              | 1898 | llapis sobre paper                        | 32.3 × 24.5 cm | Museu Picasso        |            |
| Jeune berger                         | 1898 | llapis sobre paper                        | 32.2 × 24.5 cm | Museu Picasso        |            |
| Mas du Quiquet                       | 1898 | Oli sobre tela                            | 27 × 40 cm     | Museu Picasso        |            |
| Berger courtisant                    | 1898 | llapis sobre paper                        | 10.8 × 13.3 cm | Museu Picasso        |            |
| Bûcheron                             | 1898 |                                           |                |                      |            |
| Moulin                               | 1898 |                                           |                |                      |            |
| Paysan et moulin                     | 1898 |                                           |                |                      |            |
| Garçon de Horta d'Ebre               | 1898 |                                           |                |                      |            |
| Dessins                              | 1898 | llapis sobre paper                        | 32 × 24.5 cm   | Col·lecció privada   |            |
| Autoportrait                         | 1898 | llapis sobre paper                        | 33 × 23.5 cm   | Col·lecció privada   |            |

## 1899
- Tête d'homme à la Greco (1899)
- Portrait de Jacint Reventos (1899)
- Portrait de Carlos Casagemas (1899)
- Menu d'Els Quatre Gats (1899)
- Le divan (1899)
- Fenêtre fermée (1899)
- Portrait d'Utrillo (1899)
- Portrait de Jaume Sabartés (1899)
- Portrait de Oriol Martí (1899)
- Caricature (Portrait de Josep Rocarol) (1899)
- Lola Picasso, sœur de l'artiste (1899)
- Autoportrait (1899)
- Allégorie: jeune homme, femme et grotesques (1899)
- La chata (1899)
- Portrait de Josep Cardona (1899)
- Portrait du père de l'artiste (1899)
- Femmes traversant une place (1899)
- Paysage de Horta d'Ebre (1899)
- Homme assis (1899)
- Femme nue assise (1899)
- Homme (1899)
- Buste de Don José (1899)
- Enfant assis (1899)
- Fille suçant son pouce (1899)
- Nu (1899)
- Homme nu (1899)
- Femme nue assise (1899)
- La Muse (1899)
- Un vieil homme sale (1899)
- Couple assis à une table (1899)
- Patio andalou (1899)
- Couple (1899)
- Le baiser (1899)
- Couple andalou (1899)
- Don José tenant un parapluie (1899)
- Don José avec un pardessus (1899)
- Portrait de Don José (1899)
- Don José sur le rivage (1899)
- Picadors (1899)
- Fenêtre fermée (1899)
- Portrait de Mercedes (1899)
- Intérieur avec vue sur fond enneigé (1899)
- Lola devant une fenêtre (1899)
- Portrait de Lola (1) (1899)
- Portrait d'homme (1899)
- Portrait d'Angel F de Soto (1899)
- A l'extérieur de l'aire de danse (1899)
- Aumône (1899)
- Femme qui prie (1899)
- Femme qui prie et enfant (1899)
- Scène d'hôpital (Derniers moments) (1899)
- Prêtre qui visite un homme mourant (Derniers moments) [Étude] (1899)
- Au chevet de l'homme mourant (1899)
- Au lit de mort (1899)
- Homme mourant et sa famille (1899)
- Les derniers moments (1899)
- Génies faibles [Étude] (1899)
- Portrait de Lola (2) (1899)
- Femme assise (1899)
- Au chevet de la femme mourante (1899)
- Homme lisant et quelques etudes (1899)
- Trois nus et main droite (1899)
- L'enfant mort-né (1899)
- Deux homes (1899)
- Portrait de Ramón Reventós (1899)
- Portrait de Joan Vidal i Ventosa (1899)
- Études (1899)
- Portrait de Carles Casagemas (1899)
- Portrait (1899)
- Études et têtes (1899)
- Caricature de Joaquim Mir (1899)
- Le sage (1899)
- Groupe de femmes qui aide d'autres femmes (1899)
- Caricature de violoniste (1899)
- Le baiser (1899)
- Dame avec pékinois et autres personages (1899)
- Affiche 'Carnival 1900' [Étude] (1899)
- 'Gente Nueva' [Étude] (1899)
- Manola (1899)
- Danseuse de flamenco (1899)
- Femmes (1899)
- Le cloître de la cathédrale (1899)
- Têtes d'hommes et femmes [Études] (1899)
- Têtes et figures [Études] (1899)
- Têtes et main [Études] (1899)
- Donneur d'aumône [Études] (1899)
- Tête de femme [Études] (1899)
- Autoportrait [Études] (1899)
- Buste de femme et dessins de Carles Casagemas et Joaquim Mir (1899)
- Homme à terre (1899)
- Quatre femmes qui pleurent [Études] (1899)
- Femme assise avec châle (1899)
- Portrait d'homme (1899)
- Mère et fille (1899)
- Picasso et le peintre Casagemas (1899)
- Buste de femme [Études] (1899)
- Café musical, nain et buste de femme (1899)
- Joueurs de cartes, femme et nain (1899)
- Dessin pour 'Art' [Études] (1899)
- A deux doigts de la mort (1899)
- A la mort (1899)
- Figures dans la rue et études de têtes (1899)
- Courses de taureaux (recto); Esquisses (verso) (1899)
- Chanteuse (recto); Tête d'espagnole (verso) (1899)

## 1900
- Le Moulin de la Galette (1900)
- Les amants dans la rue (L' étreinte) (1900)
- Couple espagnol devant une auberge (1900)
- Le peintre Opisso (1900)
- Casagemas avec cape et canne (1900)
- Portrait de Manolo Hugué (1900)
- L'étreinte dans la mansarde (1900)
- L'étreinte brutale (1900)
- Dans la pièce (La loge) (1900)
- Deux femmes assises à une table et deux mains qui écrivent (1900)
- Deux femmes (1900)
- Deux femmes assises (1900)
- Petite fille en habits du Dimanche (1900)
- Bonne avec bébé dans ses bras (1900)
- Bonne avec deux enfants (1900)
- Midinette de Paris (1900)
- Dame avec chapeau et écharpe autour du cou (1900)
- Prêtre (1900)
- Femme assise, visage plein (1900)
- Parisienne (1900)
- Portrait de Sabatés (1900)
- Portrait d'Anglada Camarasa (1900)
- French cancan (1900)
- Les arènes de Barcelona (1900)
- Le matador (1900)
- La fin du numéro (1900)
- Courses de taureaux (Corrida) (1900)
- Casagemas de face et de profil (1900)
- Sebastianus III König (Portrait de Sebastià Junyer-Vidal) (1900)
- La Musclera (1900)
- Arrastre (croquis) (1900)
- Intérieur d'Els Quatre Gats (1900)
- Portrait d'Eveli Torent (1900)
- Portrait de Creus (1900)
- Jeune fille devant une fenêtre ouverte (1900)
- Portrait de Daniel Masgoumeri (1900)
- Portrait de Jaume Sabartés ('Poeta decadente') (1900)
- Portrait d'homme de profil (1900)
- Portrait (1900)
- Portrait de Carles Casagemas (1900)
- Riera de Saint Jean vu d'une fenêtre (1900)
- Masque de visage (1900)
- Carnaval (1900)
- Courses de taureaux (Corrida) (1900)
- Taureau tiré par la queue (1900)
- La fin de la route (L'ange de la mort) (1900)
- Picador et 'Monosario' (1900)
- Portrait de Ramon Surinach i Senties (1900)
- Déjeuner à l'extérieur (1900)
- Femme qui rêve de Venise (1900)
- Portrait d'auteur (1900)
- Homme en manteau espagnol (1900)
- Eveli Torent (1900)
- Joan B Fonte (1900)
- Josep Cardona (1900)
- Josep Rocarol (1900)
- Poster pour 'Drabas Criollos' (1900)
- Auparavant (1900)
- Maintenant (1900)
- Picasso et Pallares arrivant à Paris (1900)
- Autoportrait et études (1900)
- Une rue de Montmartre (1900)
- Hommes vaniteux (1900)
- Germaine (1900)
- Le peintre Sébastien Junyent (1900)
- Nogueras Oller et personnages dans Els Quatre Gats (1900)
- La sortie de l'exposition universelle, Paris (1900)
- Scène tauromachique (1900)
- Portrait de Joaquim Mir (1900)
- Pere Romeu (1900)
- 'Els Quatre Gats' menu [Étude] (1900)
- Affiche 'Caja de Previsión y Socorro' [Étude] (1900)
- Affiche 'El Liberal' [Étude] (1900)
- Dessin pour le journal 'Joventut' (1900)
- Etre ou ne pas être (1900)
- Corrida [Études] (1900)
- Enterrement rural (1900)
- Personnages sur une place bordée d'arbres (1900)
- Lettre de Casagemas et Picasso à Cinto Reventós (1900)
- Cochers (1900)
- Femmes au café (1900)
- Danseuse et femmes (1900)
- Baraque foraine (1900)
- Deux personages (1900)
- Femme en rouge (1900)
- Dans l'arène (1900)
- El clam de les verges (1900)
- Frommage a la creme! (1900)
- A la belle tomate! (1900)